# Uddannelsesvejledning
Uddannelsesvejledning er et tilbud alle danske kommuner stiller til unge i et forsøg på at få flere til at opnå en uddannelse, der kan give et job. Unge i alle kommuner i 7. til 10. klasse har tilknyttet en uddannelsesvejleder, der hjælper med viden om uddannelses- og jobmuligheder især i forbindelse med ungdomsuddannelser. Er man under 25 år, ikke under uddannelse og uden tilknytning til arbejdsmarkedet har Den kommunale ungeindsats pligt til at tilbyde vejledning, medmindre den unge i forvejen tilbydes vejledning på et jobcenter eller lignende. Er man under 18 har den unge desuden pligt til at være i uddannelse, beskæftigelse eller anden aktivitet, hvilket Den kommunale ungeindsats også et forpligtet på at hjælpe med at opfylde.